# Eldridge (Schiff)
Die USS Eldridge (DE-173) war ein Geleitzerstörer der Cannon-Klasse der US Navy. Benannt wurde das Schiff nach Lieutenant Commander John Eldridge, Jr., einem Kampfflieger der US Navy, der im Zweiten Weltkrieg während der Salomonen-Kampagne gefallen war und für seine Leistungen posthum mit dem Navy Cross ausgezeichnet wurde.
Die Eldridge wurde von der Federal Shipbuilding and Drydock Company in Kearny, New Jersey am 22. Februar 1943 auf Kiel gelegt. Der Stapellauf fand am 25. Juli 1943 statt, und sie wurde am 27. August 1943 unter dem Kommando von Leutnant C. R. Hamilton in Dienst gestellt.
Zwischen 4. Januar 1944 und 9. Mai 1945 wurde sie als Geleitschutz für Nachschubtransporte ins Mittelmeer nach Nordafrika und Südeuropa eingesetzt. Sie unternahm neun Fahrten, um Konvois nach Casablanca, Bizerte und Oran zu begleiten.
Am 28. Mai 1945 verließ sie New York, um ihren Dienst im Pazifik zu versehen. Auf ihrer Fahrt nach Saipan hatte sie Kontakt mit einem Unterwasserobjekt, das sofort angegriffen wurde. Es konnten aber keine Treffer registriert werden. Am 7. August kam sie bei Okinawa an, wo sie für Geleitschutz- und Patrouillenfahrten eingesetzt wurde.
Am 17. Juni 1946 wurde sie außer Dienst gestellt und der Reserve zugeteilt. Am 15. Januar 1951 wurde sie an Griechenland übergeben, wo sie als Leon D-54 bis 1992 in Dienst gestellt war.
Wesentlich zu ihrer Bekanntheit hat der Mythos des Philadelphia-Experimentes beigetragen.